# Nagelborstel

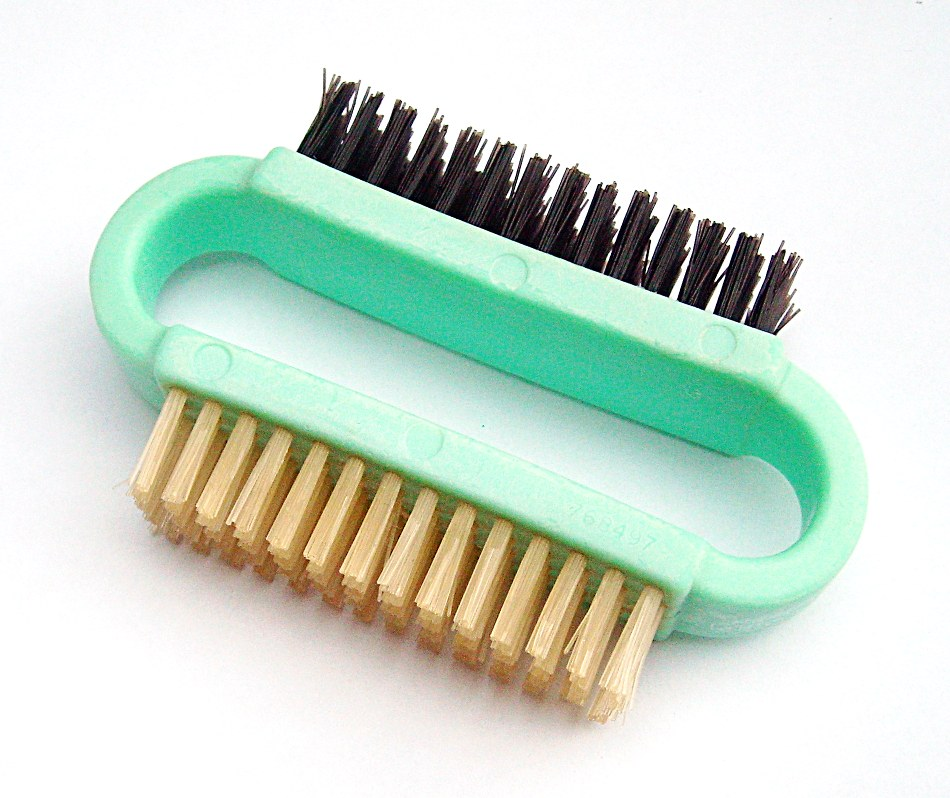
Een tweezijdige nagelborstel.

Een nagelborstel is een kleine borstel die bedoeld is om de nagels te reinigen. Meestal zijn dergelijke borstels gemaakt van kunststof of hout, en zijn de haren van kunststof.
Er bestaan enkelzijdige exemplaren, maar veel nagelborstels hebben haren aan beide zijden, waarbij de haren aan de ene zijde wat stugger en korter zijn dan die aan de andere kant. De zijde met de langere haren is bedoeld voor de bovenzijde van de nagel (de nagelriemen) en de zijde met de korte haartjes voor het verwijderen van vuil onder de nagels.